# Samsung Galaxy A60
Samsung Galaxy A60 — смартфон середнього рівня, розроблений Samsung Electronics, що входить до серії Galaxy A. Його особливістю став круглий виріз в екрані під фронтальну камеру, який в той час був тільки в Samsung Galaxy A8s, лінійці Samsung Galaxy S10 та ще деяких інших смартфонах. Був представлений 17 квітня 2019 року.
11 червня 2024 року був представлений Samsung Galaxy M40, що є перейменованим Galaxy A60.

## Дизайн
Передня панель виконана зі скла Corning Gorilla Glass 3, а рамка та задня панель — з пластику.
За дизайном смартфони схожі на Samsung Galaxy A8s.
Знизу знаходяться роз'єм USB-C, мікрофон та динамік, а зверху — додатковий мікрофон. Зліва розміщений слот під 1 SIM-картку і карту пам'яті або під 2 SIM-картки і карту пам'яті залежно від моделі Galaxy A60 та тільки під 2 SIM-картки і карту пам'яті в Galaxy M40. Справа розміщені гойдалка регулювання гучності та кнопка блокування. Ззаду розташовані острівець потрійної камери, LED спалах та сканер відбитків пальців 
Galaxy A60 на глобальному ринку продавався в 3 кольорах: Daybreak Black (темно-синій), Seawater Blue (блакитний) та Cocktail Orange (жовто-помаранчевий). В Китаї пристрій також отримав два додаткові кольорои: Peach Mist (біло-рожевий) та Peach Sea Salt (рожево-блакитний).
Galaxy M40 продавався 3 кольорах: Midnight Blue (темно-синій), Seawater Blue (блакитний),  Cocktail Orange (жовто-помаранчевий).

## Технічні характеристики

### Апаратне забезпечення

#### Платформа
Пристрої отримали процесор Qualcomm Snapdragon 675 з графічним процесором Adreno 612.

#### Акумулятор
Акумуляторна батарея отримала об'єм 3500 мА·год та підтримку швидкої зарядки на 15 Вт.

#### Камера
Смартфони отримали основну потрійну камеру, що складається із ширококутного об'єктива на 32 Мп з діафрагмою f/1.7 та фазовим автофокусом, надширококутного об'єктива на 8 Мп з діафрагмою f/2.2 і сенсора глибини на 5 Мп з діафрагмою f/2.2. Також пристрої отримали ширококутну фронтальну камеру на 16 Мп з діафрагмою f/2.0. Основна камера вміє записувати відео в роздільній здатності до 4K@30fps, а передня — до 1080p@30fps.

#### Екран
Пристрої мають 6,3-дюймовий екран Infinity-O (з круглим вирізом в лівому верхньому кутку) типу IPS LCD з роздільною здатністю Full HD+ (2340 × 1080), щільністю пікселів 409 ppi та співвідношенням сторін 19,5:9.

#### Пам'ять
Galaxy A60 продавався в конфігурації 6/64 та 6/128 ГБ, а Galaxy M40 — 4/64 та 6/128 ГБ. Об'єм сховища можна розширити картою пам'яті формату microSD до 512 ГБ.

### Програмне забезпечення
Смартфони були випущені на One UI 1.1 на базі Android 9 Pie і були оновлені до One UI 4.1 на базі Android 11.